# Justicia scytophylla
Justicia scytophylla är en akantusväxtart som beskrevs av Emery Clarence Leonard. Justicia scytophylla ingår i släktet Justicia och familjen akantusväxter. Inga underarter finns listade i Catalogue of Life.